# Nazionale maschile universitaria di football americano della Svezia
La nazionale di football americano universitaria della Svezia è la selezione maschile di football americano della SAFF, che rappresenta la Svezia nelle varie competizioni ufficiali o amichevoli riservate a squadre nazionali universitarie.

## Risultati
Legenda: Grassetto: Risultato migliore, Corsivo: Mancate partecipazioni

## Dettaglio stagioni

### Amichevoli
| Stagione | Vin | Par | Per | Tot | PF | PS | avversaria    |
| -------- | --- | --- | --- | --- | -- | -- | ------------- |
| 2013     | 0   | 0   | 1   | 1   | 21 | 41 | Gran Bretagna |
| Totale   | 0   | 0   | 1   | 1   | 21 | 41 |               |

Fonte: idrottonline.se

#### Mondiali

##### Fase finale
| Stagione | regular season | regular season | regular season | regular season | regular season | regular season | playoff | playoff | playoff | playoff | playoff | playoff     | playoff    |
|          | Vin            | Par            | Per            | Tot            | PF             | PS             | Vin     | Per     | Tot     | PF      | PS      | risultato   | avversaria |
| -------- | -------------- | -------------- | -------------- | -------------- | -------------- | -------------- | ------- | ------- | ------- | ------- | ------- | ----------- | ---------- |
| 2014     | 2              | 0              | 2              | 4              | 69             | 125            | -       | -       | -       | -       | -       | Terzo posto | Finlandia  |
| Totale   | 2              | 0              | 2              | 4              | 69             | 125            | -       | -       | -       | -       | -       |             |            |

Fonte: americanfootballitalia.com

### Riepilogo partite disputate
| Anno | Luogo   | Evento     | Fase del torneo | Incontro               | Risultato |
| 2013 | Uppsala | Amichevole |                 | Svezia - Gran Bretagna | 21 - 41   |
| 2014 | Uppsala | Mondiale   | Girone          | Svezia - Messico       | 0 - 62    |
| 2014 | Uppsala | Mondiale   | Girone          | Svezia - Cina          | 41 - 0    |
| 2014 | Uppsala | Mondiale   | Girone          | Giappone - Svezia      | 57 - 0    |
| 2014 | Uppsala | Mondiale   | Girone          | Finlandia - Svezia     | 6 - 28    |

## Confronti con le altre Nazionali
Questi sono i saldi della Svezia nei confronti delle Nazionali incontrate.

### Saldo positivo
| Nazionale | Giocate | Vinte | Pareggiate | Perse | PF | PS | Ultima vittoria | Ultimo pari | Ultima sconfitta |
| --------- | ------- | ----- | ---------- | ----- | -- | -- | --------------- | ----------- | ---------------- |
| Cina      | 1       | 1     | 0          | 0     | 41 | 0  | 2014            | -           | -                |
| Finlandia | 1       | 1     | 0          | 0     | 28 | 6  | 2014            | -           | -                |

### Saldo negativo
| Nazionale     | Giocate | Vinte | Pareggiate | Perse | PF | PS | Ultima vittoria | Ultimo pari | Ultima sconfitta |
| ------------- | ------- | ----- | ---------- | ----- | -- | -- | --------------- | ----------- | ---------------- |
| Gran Bretagna | 1       | 0     | 0          | 1     | 21 | 41 | -               | -           | 2013             |
| Giappone      | 1       | 0     | 0          | 1     | 0  | 57 | -               | -           | 2014             |
| Messico       | 1       | 0     | 0          | 1     | 0  | 62 | -               | -           | 2014             |